# Gallinula galeata
A galinha-d'água (nome científico: Gallinula galeata) é uma espécie de ave aquática da família Rallidae. Também chamada de galinhola, galinha-d'água-americana, jaçanã-galo, frango-d'água-comum e peituda, esta ave possui ampla distribuição no Brasil, assim como em grande parte de todo o continente americano.

## Subespécies
Subespécies e ocorrênciaː
- Gallinula galeata galeata - América do Sul, e Ilhas Trindade.
- Gallinula galeata cachinnans - América do Norte até oeste do Panamá e Ilhas das Bermuda e Galápagos.
- Gallinula galeata cerceris - Antilhas do Caribe
- Gallinula galeata barbadensis - Barbados, e Caribe
- Gallinula galeata pauxilla - Leste do Panamá a norte da Colômbia, oste do Equador e noroeste do Peru.
- Gallinula galeata garmani - Regiões andinas do Peru, Chile, Bolívia e noroeste da Argentina.
- Gallinula galeata sandvicensis - Havaí.